# Карло Вайс
Карло Вайс (люксемб. Carlo Weis; нар. 4 грудня 1958, Люксембург, Люксембург) — люксембурзький футболіст та тренер, виступав на позиції захисника. З листопада 1995 року по 2008 рік залишався гравцем, який зіграв найбільшу кількість матчів за національну збірну Люксембургу, до поки його не випередив Жефф Штрассер.

## Клубна кар'єра
Футбольну кар'єру розпочав у місцевому клубі «Спора» (Люксембург). У 20-річному віці приєднався до «Генка». З вище вказаним клубом дійшов до 1/8 фіналу Кубку УЄФА 1981/82, на шляху до якого в попередньому раунді переміг «Арсенал». Відіграв три сезони за «Генк», а потім переїхав за кордон, щоб приєднатися до «Реймса». У Франції провів один сезон, після чого повернувся до «Спори», за яку відіграв ще п’ять сезонів. Провів один рік у «Тіонвілі» й перейшов до «Авеніра» (Бегген), за який грав вісім сезонів, з перервою на два сезони в «Спортінг» (Мерціг), де він також зайняв посаду граючого головного тренера. Під час виступів за «Авенір» отримав нагороду Футболіста року Люксембурга 1990 року.
Наприкінці сезону 1999/2000 у віці 41 року завершив кар’єру гравця.

## Кар'єра в збірній
У футболці національної збірної Люксембургу дебютував 22 березня 1978 року в товариському матчі проти Польщі. За міжнародну кар'єру, яка тривала понад 20 років, зіграв рекордні 87 матчів, в яких відзначився одним голом (12 жовтня 1991 року в нічийному (1:1) товариському матчі проти Португалії). Зіграв у 30 матчах кваліфікації чемпіонату світу. Востаннє футболку національної команди одягав 31 травня 1998 року, в товариському матчі проти Камеруну.
З 15 листопада 1995 року був рекордсменом національної збірної Люксембургу, у своїй 78-й грі він перевершив позначку свого попередника Франсуа Контера та збільшив рекорд до 87 матчів до кінця своєї міжнародної кар'єри. Лише 19 листопада 2008 року рекорд Вайса перевершив Жефф Штрассер у своєму 88-му міжнародному матчі. Карло Вайс також є одним із небагатьох гравців, які викликалися до національної збірної принаймні 20 років. Фін Ярі Літманен перевищив це досягнення в 2010 році, оскільки викликався до національної команди протягом 21 року.

### Голи за збірну
Рахунок та результат збірної Люксембургу в таблиці подано на першому місці.
| # | Дата           | Місце                                         | Суперник   | Рахунок | Результат | Змагання         |
| - | -------------- | --------------------------------------------- | ---------- | ------- | --------- | ---------------- |
| 1 | 12 жовтня 1991 | Муніципальний стадіон, Люксембург, Люксембург | Португалія | 1–1     | 1–1       | Товариський матч |

## Кар'єра тренера
У сезоні 1987/88 років займав поосаду граючого тренера люксембурзької «Спори», а в сезоні 1995/96 років виконував аналогічну функцію в «Спортінгу» (Мерциг).
З 1 липня 2000 року по 24 вересня 2003 року Карло Вайс був тренером «Ф91 Дюделанж». У сезоні 2004/05 років виконував аналогічну функцію в «Свіфті», а в сезоні 2007/08 років був тренером «Алльянсу» (Айшдаль). Починаючи з сезону 2008/09 років тренував «Петанж». Залишив вище вказану посаду в середині листопада 2011 року, щоб з січня 2012 року очолити «РМ Гамм Бенфіка». 10 вересня 2013 року звільнений з посади головного тренера «РМ Гамм Бенфіка» після чотирьохматчевої безвиграшної серії. 21 травня 2014 року підписав контракт з «Рюмеланжем». У сезоні 2014/15 років йому вдалося зберегти клуб у вищому дивізіоні чемпіонату Люксембургу. У липні 2015 року перейшов до «Женесса» (Еш), рекордсмена за кількістю виграних чемпіонств, звідки був звільнений 6 березня 2017 року, після поразки від свого колишнього клубу, «Рюмеланжу».

## Досягнення
- Національний футбольний дивізіон Люксембургу
  -  Чемпіон (2): 1993, 1994

- Кубок Люксембургу
  -  Володар (3): 1992, 1993, 1994

- Футболіст року в Люксембургі (1): 1990